# 지. -지구의 운동에 대하여-
《지. -지구의 운동에 대하여-》(일본어: チ。-地球の運動について- 지 지큐노 운도니 쓰이테[*])는 우오토가 지은 일본의 청년 만화다. 《빅 코믹 스피리츠》(쇼가쿠칸)에서 2020년 42·43 합병호부터 2022년 20호까지 연재되었다.
15세기 유럽을 무대로 금지된 지동설을 목숨을 걸고 연구하는 인간들의 삶과 신념을 그린 픽션 작품이다.
2025년 2월 시점에서, 단행본의 누계 발행 부수는 500만 부를 돌파했다.

## 제목
"치."(チ。)라는 제목의 의미는 일본어로 땅(地), 피(血), 그리고 앎(知)을 의미한다.

또 "。"을 붙인 의도는, 우오토의 취향이기도 하지만, 주요 이유는 '구점은 문장의 끝, 정지를 의미한다'에 있다. 우오토는 다음과 같이 말했다. 
대지가 정지하고 있는 상태를「。」로 나타내고 있고, 거기에 지동의 선(チ)이 휴 하고 들어가는 것으로, 멈춰 있던 것이 움직이는 상태가 된다. 「지구는 움직이는가, 움직이지 않는가」를 「。」로 표현하고 있습니다.
게다가 '치.'라는 한 글자와 구점만의 제목으로 하는 것으로, 인터넷에서 검색을 어렵게 하는 목적도 있다. 우오토가 인터넷에서 작품명을 검색(에고서핑)하여 타인의 의견으로부터 영향을 받는 것을 막고, 나아가 독자가 타자에 의한 감상을 건드리지 않고 자신만의 의견을 가지는 것을 지향했다.

## 줄거리
15세기 전반 유럽의 P왕국에서는 C교라는 종교가 중심이었다. 지동설은 그 교의에 어긋나는 사고방식으로, 연구하는 것만으로도 고문을 당하거나 화형에 처해졌다. 그 시대를 사는 주인공 라파우는 12살에 대학에 입학해 신학을 전공할 예정인 신동이었다. 그러나 어느 날 지동설을 연구하던 후베르트를 만나면서 지동설의 아름다움에 매료돼 목숨을 건 지동설 연구가 시작된다.
캐치 카피는 '생명을 버려도 굽힐 수 없는 신념이 있다? 세계를 적으로 돌려도 관철하고 싶은 미학이 있는가?'

## 등장인물

### 제1부
라파우(ラファウ)
성우 - 사카모토 마아야
12세에 대학에 진급해 신학을 전공할 예정이었던 신동. 후베르트를 이어, 극비에 연구를 계속하지만, 의붓아버지 포토츠키의 밀고에 의해 노바크에게 잡힌다 다음날의 재판으로 지동설을 믿는다고 선언해, 그날 밤, 음독 자살했다.
후베르트(フベルト)
성우 - 하야미 쇼
지동설을 연구하고 이단자로 잡혀 있던 학자. 개심했다고 거짓말을 해 포토츠키에게 인계되었지만, 출소시에 만난 라파우와 함께 천문의 관측을 계속하고 있었다. 그러나 노바크에게 그 사실이 들통나 화형에 처해졌다. 노바크에게 연구가 들통났을 때, 자신의 연구 자료를 라파우에게 맡겼다.
포토츠키(ポトツキ)
성우 - 마키시마 코이치
라파우의 의붓아버지. 라파우가 지동설의 연구를 하고 있다는 것을 알면서 묵인하고 있었다. 그러나 이전에 지동설을 연구하다 잡힌 적이 있기 때문에 이단을 묵인한 것이 들통나면 화형이 되자 노바크에게 위협을 받고, 라파우가 지동설 연구를 하고 있었음을 밀고한다.
노바크(ノヴァク)
성우 - 츠다 켄지로
용병 출신의 이단심문관. 항상 나른한 태도를 취하고 있다.

### 제2부
오크지(オクジー)
성우 - 코니시 카츠유키
대투사. 매우 부정적인 사고. 시력은 뛰어나지만 하늘을 보는 것을 두려워한다. 현세에 아무것도 기대하지 않고, 빨리 천국에 가고 싶다고 바라고 있다.
그라스(グラス)
성우 - 시라이시 미노루
오크지의 동료. 초긍정적 사고. 가족을 잃고 절망하던 중, 화성에서 희망을 찾았다.
바데니(バデーニ)
성우 - 나카무라 유이치
수도사. '삶을 특별하게 만드는 순간'을 찾아 교회의 규율을 따르지 않고 순수하게 '지'(知)를 추구하다 눈이 타 시골마을로 좌천됐다. 지식량, 계산력 등 남다른 두뇌를 지녔다. 오른쪽 눈에 안대를 하고 있다.
욜렌타(ヨレンタ)
성우 -  히토미 사야
천문 연구 조수. 14세. 우주론의 대가의 시설에 넣었지만, 여자라는 이유로 만족스럽게 연구를 하지 못하고 절망하고 있다. 바데니가 출제한 어려운 문제를 푸는 등, 시설에서도 유수의 두뇌를 가진다. 콜베의 조수.
피아스트(ピャスト)
성우 - 후쿠마츠 신야, 나미카와 다이스케(청년기)
우주론의 대가. 요렌타의 고용주로 완벽한 천동설 증명에 인생을 바치고 있다. 여성 차별 문제에 대해 일정한 이해가 있다.
콜베(コルベ)
성우 - 시마자키 노부나가
욜렌타의 선배. 욜렌타가 작성한 논문을 자신의 명의로 발표. 욜렌타의 실력을 인정하는 도량은 있지만 여성 경시 감각은 빠지지 않았다.
안토니(アントニ)
성우 - 미카미 사토시
주교의 아들. 교회의 장래를 생각하며 노바크를 적대시하고 있다.

### 제3부
두라카(ドゥラカ)
성우 - 시마부쿠로 미유리
검은 머리의 소녀이자 이동민족의 한 사람. 욜렌타의 뜻을 잇다.
슈미트(シュミット)
성우 - 히노 사토시
이단 해방 전선 대장. 해방 전선의 지원자에게 입대 시험을 실시한다.
서로 죽이는 것은 인간이 원인이라고 생각하고, 자연을 숭배한다.

### 최종장
알베르트 브루제프스키
성우 - 이시게 쇼야, 타네자키 아츠미(어린 시절)
1470년 폴란드 왕국에서 빵집을 돕는 청년. 예전에는 '배우는 것'을 매우 좋아했지만, 어떤 것을 계기로 학문을 싫어하게. 그러나 어느 날 사제와 이야기를 나누면서 다시 학문의 길로 가게 된다.
실존 인물. 알베르트의 품에서 천문학을 배운 학생 중 한 명으로 니콜라우스 코페르니쿠스가 있었다.

## 서지 정보
- 우오토 《지. -지구의 운동에 대하여-》 쇼가쿠칸 〈빅 코믹스〉, 전 8권
  1. 2020년 12월 11일 발매[3], ISBN 978-4-09-860778-5
  2. 2021년 1월 12일 발매[4], ISBN 978-4-09-860801-0
  3. 2021년 3월 30일 발매[5], ISBN 978-4-09-860878-2
  4. 2021년 6월 30일 발매[6], ISBN 978-4-09-861071-6
  5. 2021년 9월 30일 발매[7], ISBN 978-4-09-861146-1
  6. 2021년 12월 28일 발매[8], ISBN 978-4-09-861206-2
  7. 2022년 3월 30일 발매[9][10], ISBN 978-4-09-861260-4
  8. 2022년 6월 30일 발매[11], ISBN 978-4-09-861317-5

## TV 애니메이션
2022년 6월에 매드하우스 제작의 애니메이션화가 발표되었다. 2024년 10월 5일부터 2025년 3월 15일까지 NHK 종합 텔레비전에서 연속 2쿨로 방송되었다.

### 스태프
- 원작 - 우오토
- 감독 - 시미즈 켄이치
- 시리즈 구성·각본 - 이리에 신고
- 캐릭터 디자인·총작화 감독 - 시노 마사노리
- 미술 감독 - 카와이 야스토시
- 색채 설계 - 콘노 나루미
- 촬영 감독 - 후시하라 아카네
- 편집 - 키무라 카시코
- 음향 감독 - 코이즈미 키스케
- 음악 - 우시오 켄스케
- 프로듀서 - 나가우치 아츠시, 오카모토 준야, 나에시로 켄이치로, 요시다 유키, 우에노 유스케, 야마자키 유카리
- 애니메이션 프로듀서 - 오카 코세이
- 애니메이션 제작 - 매드하우스
- 제작 - 지. -지구의 운동에 대하여- 제작위원회

### 주제가
괴수(怪獣)
사카낙션에 의한 오프닝 테마. 작사는 야마구치 이치로, 작곡·편곡은 사카낙션.
아포리아(アポリア)
요루시카에 의한 제1장·제2장 엔딩 테마. 작사·작곡·편곡은 n-buna.
뱀(へび)
요루시카에 의한 제3장 엔딩 테마. 작사·작곡·편곡은 n-buna.

### 에피소드 목록
| 화수   | 제목                                                                     | 그림 콘티         | 연출                                | 작화 감독                                                                               | 방송일          |
| 제1장  | 제1장                                                                    | 제1장             | 제1장                               | 제1장                                                                                   | 제1장           |
| ------ | ------------------------------------------------------------------------ | ----------------- | ----------------------------------- | --------------------------------------------------------------------------------------- | --------------- |
| 제1화  | 『地動説』、とでも呼ぼうか '지동설'이라 불러도 좋겠군                    | 시미즈 켄이치     | 와타나베 코토노                     | 키쿠치 유키 사이토 카즈야                                                               | 2024년 10월 5일 |
| 제2화  | 今から、地球を動かす 지금부터 지구를 움직일 것이다                       | 시미즈 켄이치     | 마타노 히로미치                     | 야마자키 노리요시 이카이 카즈유키 박건하                                                | 10월 6일        |
| 제3화  | 僕は、地動説を信じてます 저는, 지동설을 믿습니다                         | 시미즈 켄이치     | 미요시 마사토                       | 김정남 Wei Xulonmg 김원영 박주현 이문수 전병준                                          | 10월 12일       |
| 제2장  |                                                                          |                   |                                     |                                                                                         |                 |
| 제4화  | この地球は、天国なんかよりも美しい 이 지구는 천국보다도 아름답다         | 코지나 히로시     | 카와노 아사미                       | 사이토 이타루 오오노 츠토무                                                             | 10월 19일       |
| 제5화  | 私が死んでもこの世界は続く 내가 죽어도 이 세계는 계속된다                | 사카타 준이치     | 미요시 마사토                       | 전병준 박신준 이문수 仲金 李亜晨 魏旭龍 한승희 김정남                                   | 10월 26일       |
| 제6화  | 世界を、動かせ 세계를, 움직여라                                          | 하츠미다 시요     | 와타나베 코토노                     | 유승희 김경호 김종범 이관우 강미애                                                      | 11월 2일        |
| 제7화  | 真理のためなら 진리를 위해서라면                                         | 사와이 코지       | 모리 코키                           | 전병준 박신준 이문수 최정화 Wei Xulonmg                                                 | 11월 9일        |
| 제8화  | イカロスにならねば 이카로스가 돼야 한다                                  | 와타나베 코토노   | 와타나베 코토노                     | 키쿠치 유키 사이토 카즈야 히나타 마사키                                                 | 11월 16일       |
| 제9화  | きっとそれが、何かを知るということだ 분명 그것이, 무언가를 안다는 것이다 | 카와노 아사미     | 카와노 아사미                       | 아베 준코 타케우치 호나미 시미즈 요시코 히나타 마사키                                   | 11월 23일       |
| 제10화 | 知 지(知)                                                                | 시미즈 켄이치     | 마타노 히로미치                     | 이카이 카즈유키 박건하                                                                  | 11월 30일       |
| 제11화 | 血 피                                                                    | 타카다 마사토요   | 타카다 마사토요                     | 유승희 이창 호성진                                                                      | 12월 8일        |
| 제12화 | 俺は、地動説を信仰してる 나는 지동설을 신앙하고 있다                     | 시미즈 켄이치     | 카와노 아사미                       | 히나타 마사키 토이다 쥬리 무라카미 후미아키                                             | 12월 14일       |
| 제13화 | 『自由』を '자유'를                                                      | 시미즈 켄이치     | 마츠무라 마사키                     | 아베 준코 카츠키 쿠니오 시미즈 요시코 타케우치 호나미                                   | 12월 21일       |
| 제14화 | 今日のこの空は 오늘 이 하늘은                                            | 와타나베 코토노   | 와타나베 코토노                     | 히나타 마사키                                                                           | 12월 28일       |
| 제15화 | 私の、番なのか? 나의, 차례인가?                                          | 사와이 코지       | 미요시 마사토                       | 박신준 전병준 仲金 이아신                                                               | 2025년 1월 4일  |
| 제3장  |                                                                          |                   |                                     |                                                                                         |                 |
| 제16화 | 行動を開始する 행동을 개시한다                                           | 카와노 아사미     | 카와노 아사미                       | 요시카와 신이치 키쿠치 유키 사이토 카즈야                                               | 1월 11일        |
| 제17화 | この本で大稼ぎできる、かも 이 책으로 큰돈을 벌 수 있을 거야, 아마도      | 사와이 코지       | 마타노 히로미치                     | 이카이 카즈유키 타노우에 신 박건하                                                      | 1월 18일        |
| 제18화 | 情報を解放する 정보를 해방한다                                           | 사와이 코지       | 마스하라 미츠유키                   | 아베 준코 미나미 신이치로 전병준 박신준                                                 | 1월 25일        |
| 제19화 | 迷いの中に倫理がある 방황 속에서 윤리를 찾을 테니                        | 와타나베 코토노   | 모리 코키                           | 유승희 강미애 김종범 김경은                                                             | 2월 1일         |
| 제20화 | 私は、地動説を愛している 난 지동설을 사랑하거든                          | 타카다 마사토요   | 타카다 마사토요                     | 아베 준코 호시노 타쿠 타케우치 호나미 사오토메 케이 타케우치 쿄코                       | 2월 8일         |
| 제21화 | 時代は変わる 시대는 변한다                                               | 키타가와 토모야   | 키타가와 토모야                     | 히나타 마사키 무라카미 후미아키 요시카와 신이치                                         | 2월 15일        |
| 제22화 | 君らは歴史の登場人物じゃない 너희는 역사의 주역이 아니야                 | 시미즈 켄이치     | 카와노 아사미                       | 키쿠치 유키 미야마에 신이치 카츠키 쿠니오 사이토 카즈야                                 | 2월 22일        |
| 제23화 | 同じ時代を作った仲間 같은 시대를 만든 동료                               | 시미즈 켄이치     | 모리 코키                           | 요시카와 신이치 히나타 마사키                                                           | 3월 1일         |
| 최종장 |                                                                          |                   |                                     |                                                                                         |                 |
| 제24화 | タウマゼインを 타우마제인                                                | 카와노 아사미     | 이소카와 카즈마사 마스하라 미츠유키 | 강미애 김종범 이관우                                                                    | 3월 8일         |
| 제25화 | ?                                                                        | 카와지리 요시아키 | 카와노 아사미                       | 무라카미 후미아키 타케우치 쿄코 미야마에 신이치 호시노 타쿠 키쿠치 유키 타케우치 호나미 | 3월 15일        |

| NHK 종합 텔레비전 토요일 23:45~일요일 0:10 | NHK 종합 텔레비전 토요일 23:45~일요일 0:10 | NHK 종합 텔레비전 토요일 23:45~일요일 0:10 |
| 이전 작품                                  | 작품명                                     | 다음 작품                                  |
| ------------------------------------------ | ------------------------------------------ | ------------------------------------------ |
| 까마귀는 주인을 고르지 않는다              | 지. -지구의 운동에 대하여-                 | 가메라: 부활                               |